# Nicolau Primitiu Gómez Serrano
Nicolau Primitiu Gómez Serrano (Sueca, 10 de septiembre de 1877-Valencia, 11 de noviembre de 1971) fue un historiador, industrial, escritor, lingüista, bibliófilo y editor español hermano del maestro y político Eliseo Gómez Serrano. La donación de su biblioteca, compuesta por más de 40 000 obras, fue el núcleo principal  de la Biblioteca Valenciana cabecera del sistema bibliotecario de la Comunidad Valenciana, que desde el año 2010 se denomina Biblioteca Valenciana Nicolau Primitiu.

## Biografía
A pesar de haber nacido en Sueca, su familia se instaló en Valencia cuando Nicolau Primitiu tenía sólo 7 años de edad. Su padre regentaba un pequeño taller de construcción de maquinaria para el trabajo del arroz, situado cerca del Llano de Zaidía en Valencia. Nicolau Primitiu se dedicó al negocio familiar, estudiando peritaje industrial para prepararse técnicamente. A partir de 1911 se hizo cargo completamente del negocio familiar debido a problemas de salud del padre. Con gran ingenio y trabajo le dio un nuevo impulso, introduciendo nuevos avances tecnológicos que situaron su empresa al nivel de otras compañías extranjeras, con las que competía con comodidad. Fue el creador de las primeras trilladoras de arroz que se vieron en el campo valenciano, a principios del siglo XX. El 10 de agosto de 1937 su empresa IMAD, acrónimo de Industrias Mecano-Agrícolas Domingómez, fue intervenida por los partidos del Frente Popular como describe en sus «Dietaris» escritos durante la guerra civil española. IMAD se mantuvo activa hasta los años ochenta el siglo XX, a partir de ese momento su tecnología y patentes fueron asumidas por la  empresa llpersa (Industrias Luis Peris, S.A.) de Sueca en València.
Sin embargo, su dedicación a la industria le dejó tiempo para otras inquietudes intelectuales. Como socio de Lo Rat Penat tuvo ocasión de relacionarse con la intelectualidad del valencianismo de la época: Josep Martínez Aloy, José Sanchis Sivera y otros. A partir de 1928 comienza a publicar sus trabajos de investigación histórica tanto en revistas especializadas como prensa diaria, desarrollando una importante labor de divulgación de temas históricos valencianos.
Fue presidente de Lo Rat Penat desde enero de 1933 hasta comienzos de 1935; director decano del Centro de Cultura Valenciana desde 1921; presidente honorífico de la entidad Acció Cultural Valenciana (1930-1931); y ocupó también la presidencia de Proa (Consejo de Cultura y Relaciones Valencianas, 1935-1936) y colaboró con la Agrupación Valencianista Escolar (1934-1935). Fue uno de los firmantes de las Normas de Castellón de 1932. Entre 1958 y  1959 fundó la editorial Sicània y editó la revista Sicània a través de las cuales dio a conocer toda una nueva generación de escritores valencianos en valenciano, como Beatriz Civera, María Ibars, Joan Valls Jordà, Antoni Igual Úbeda, José Mascarell y Gosp, editando también obras de escritores consolidados como por ejemplo Francisco Almela i Vives, Carles Salvador, Xavier Casp o Mossèn Moscardó.
Su biblioteca personal, especializada en temática valenciana y compuesta por más de 40 000 volúmenes, muchos de ellos raros y difíciles de localizar, fue donada por su viuda al Estado. Esta biblioteca constituye el fondo germinal de la actual biblioteca autonómica valenciana que recibe el nombre de Biblioteca Valenciana Nicolau Primitiu.
Como miembro del Servicio de Investigación Prehistórica, descubrió yacimientos arqueológicos como el de El Endrinal, en Bronchales (Teruel), o El Colmenar, del cual informó, publicando una nota de prensa el 25 de noviembre de 1928. En 1945 dirigió las investigaciones sobre los restos arqueológicos encontrados bajo el Palacio de la Generalidad Valenciana durante la construcción de una torre. En 1921, año de su creación, presidió la sección de arqueología del Centro de Cultura Valenciana. En 1961 participó en unas conferencias organizadas por el Ateneo Mercantil de Valencia para conmemorar los 2100 años de la fundación de la ciudad de Valencia, con una conferencia denominada Tyris, Valentia, Brutobria

## Bacavés
Gómez Serrano fue el creador y difusor del término bacavés, con el que pretendía designar el habla común de Cataluña, la Comunidad Valenciana y las Islas Baleares. Para promover su propuesta escribió una serie de artículos en el diario Las Provincias y el opúsculo «Una lengua sin nombre».

## Obras destacadas
- 1923 Contribució al estudi de la molineria valenciana mijeval
- 1932 Excavacions de Valencia
- 1933 Lo Rat-Penat és la Casa Pairal de la valencianitat
- 1935 La Renaixença i el Romanticisme
- 1936 La llengua valenciana a l'escola
- 1936 El bilingüisme valencià
- 1946 Excavaciones para la ampliación del antiguo palacio de la Generalidad del Reino de Valencia
- 1948 Paleolingüística valenciana
- 1949 De paleotoponímia valenciana: Onda i Quartonda
- 1950 Contribución al estudio de la protohistoria mítica de los ibero-sicanos
- 1954 De paleontoponímica valenciana pseudo-àrab
- 1950 Recordances de Sant Vicent Ferrer
- 1951 Las guerras de Aníbal preparatorias del sitio de Saguntum
- 1956 Alacant i Benacantil: estudi de paleotoponímia valenciana
- 1957 La protohistoria mítica de los Íbero-Sicanos